# مارات خزنولين
مارات خزنولين (الروسية: Марат Шакирзянович Хуснуллин) هو رجل دولة روسي يَعمل نائب عمدة موسكو في حكومة موسكو للتنمية الحضرية والبناء.  

## روابط خارجية
- سيرة ذاتية
- مجمع السياسة الحضرية وبناء مدينة موسكو نسخة محفوظة 8 يونيو 2016 على موقع واي باك مشين.